# Parque Zhongshan

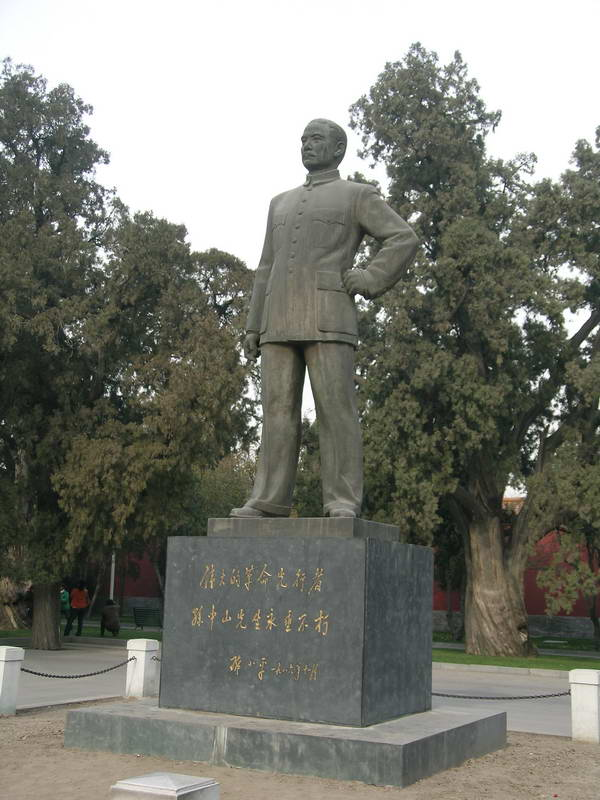
Estatua de Sun Yat-sen en el Parque de Pekín.

Existen numerosos parques que reciben el nombre de Parque Zhongshan (trad. 中山公園，simpl. 中山公园), en honor a Sun Yat-sen, conocido en China como Sun Zhongshan y considerado el padre de la China moderna. Actualmente hay más de cuarenta parques con este nombre en China, así como en Taiwán y otros países.

## Lista de Parques Zhongshan
- China continental
  - Parque Zhongshan, Nankín, incluye el mausoleo de Sun Yat-sen.
  - Parque Memorial Sun Wen, Zhongshan (su lugar de nacimiento)
  - Parque Zhongshan, Pekín
  - Parque Zhongshan, Shanghái
  - Parque Zhongshan, Jinan
  - Parque Zhongshan, Ningbo
  - Parque Zhongshan, Dalian
  - Parque Zhongshan, Qingdao
  - Parque Zhongshan, Hangzhou
  - Parque Zhongshan, Wuhan
  - Parque Zhongshan, Xiamen
  - Parque Zhongshan, Shantou
  - Parque Zhongshan, Shenzhen
  - Parque Zhongshan, Foshan
  - Parque Zhongshan, Huizhou
  - Parque Zhongshan, Wuzhou
- Hong Kong y Macao
  - Parque Memorial de Sun Yat-sen, Hong Kong
  - Parque Memorial del Dr. Sun Yat Sen, Macao
- Taiwán
  - Sala Memorial de Sun Yat-sen, que incluye un Parque Memorial, Taipéi
  - Parque de Hsinchu Sun Yat-sen, Hsinchu
  - Parque de Tainan Sun Yat-sen, Tainan
  - Parque de Taichung Sun Yat-sen, Taichung
  - Parque de Chiayi Sun Yat-sen, Chiayi
  - Parque de Yilan Chongshan, Yilan
  - Parque de Chongshan Memorial, Quemoy
  - Parque de Luodong Chongshan, Luodong, Yilan
- Otros lugares
  - Parque Zhongshan, Montreal, Canadá
  - Parque Zhongshan, Vancouver, Canadá

- Datos: Q2622640